# Tour Swiss Life
Die Tour Swiss Life ist ein Wolkenkratzer im Quartier de la Part-Dieu des 3. Arrondissements der südostfranzösischen Stadt Lyon.
Mit einer Höhe von 82 Metern und 21 Stockwerken hat dieser Turm die Besonderheit, von einer Grube umgeben zu sein und sein Erdgeschoss auf Ebene −1 zu haben, wobei der Eingang über eine Fußgängerbrücke erfolgt.